# 최선용
최선용(崔善鎔, 1963년 3월 17일 ~ )은 대한민국의 수구 선수, 수영 선수이다. 1988년 하계 올림픽 수구 종목에 참가했다.

## 생애와 경력
강원도 홍천군 출신이다. 홍천중학교를 다니다가 춘천시의 소양중학교으로 전학을 갔다. 이후 소양중 졸업 후, 춘천기계공업고등학교와 한국체육대학교를 졸업했다.
수영 선수로 활동하여 국내 대회에 출전했으며, 고등학교 시절에 수구와 병행했다. 1984년에 수구 국가대표로 발탁되었다. 같은 해 5월 서울에서 열린 1984년 아시아 수영 선수권 대회 수구 종목에 출전하여 일본을 꺾고 우승을 차지했다. 이후 1985년 7월에는 일본 고베에서 열린 1985년 하계 유니버시아드에 대한민국 국가대표로 참가하여 10위에 올랐다. 1986년에는 서울에서 열린 1986년 아시안 게임에 참가하여 대표팀의 은메달 획득에 기여했다. 이듬해인 1987년에는 유고슬라비아 자그레브에서 열린 유니버시아드에 참가하여 14위를 기록했다. 1988년 4월에는 중화인민공화국 광저우에서 열린 아시아 수영 선수권 대회 수구 종목에 참가하여 대표팀의 동메달 획득에 기여했다. 이후 같은 해 9월에 서울에서 열린 1988년 하계 올림픽 수구 종목에 참가, 7경기에서 5골을 넣었으나 대표팀은 최하위인 12위에 그쳤다.
서울 올림픽 이후 현역 은퇴했고, 한체대 조교를 지내다가 1990년 대한민국 대통령경호실에 특채로 뽑혀 그 곳에서 근무했다.